# Batavi (Heidevolk)
Batavi is het vierde album van de Gelderse folkmetalband Heidevolk. Het album werd uitgebracht op 2 maart 2012. Het is het eerste conceptalbum van de band. Het album staat geheel in het teken van de Opstand der Bataven.  Van het nummer Als de dood weer naar ons lacht verscheen op YouTube een videoclip. Het album kent één instrumentaal nummer, namelijk: Veleda.

## Tracklist
1. Een nieuw begin (3:56)
2. De toekomst lonkt (4:22)
3. Het verbond met Rome (5:06)
4. Wapenbroeders (3:59)
5. In het woud gezworen (6:39)
6. Veleda (2:30) - genoemd naar de zieneres Veleda
7. Als de dood weer naar ons lacht (3:51)
8. Einde der zege (4:06)
9. Vrijgevochten (5:08)